# 黄線地帯 イエローライン
『黄線地帯 イエローライン』（おうせんちたい イエローライン）は、1960年に製作された日本映画。イーストマンカラー、新東宝スコープ。
題名になっている「黄線」とは、当初黙認され後に売春防止法によって禁じられた私娼の一種を言う。
「イエローライン」と紹介されることが多い。

## 概要
秘密売春組織の一味である依頼人に裏切られて報復に神戸へ向かう殺し屋（天知茂）と、彼に人質にされたダンサー（三原葉子）の恋人である新聞記者（吉田輝雄）の追跡を描く。売春防止法施行後、地下に潜った売春産業と彼らの陰謀に巻き込まれた男女の暗闘を描くいわゆる「地帯（ライン）シリーズ」の第3作目。
神戸が舞台になっているものの、実際には横浜がロケ地となっている。前半から中盤までに登場する神戸の「カスバ」街は、新東宝美術部が注力して作り上げたセットであり、この作品の見所となっている。
淀川長治が映画雑誌『キネマ旬報』に、厳しい批判と好意的な批評を寄せた作品としても知られる。

## ストーリー
殺し屋の衆木（天知）は神戸税関長（浪野）の殺害を依頼される。依頼通りに上京中の税関長を殺害した衆木だったが、会合場所のスナックに依頼人の姿は無く、警察のパトカーが迫っていた。衆木は憤り、依頼人に報復する事を決意する。同じ頃、ダンサーのエミ（三原）は、「新日本芸能社」なるプロダクションの広告に応募して神戸に向かおうとしていた。東京駅で恋人の真山（吉田）に電話をしていたエミは、衆木に拳銃を突き付けられ、人質として衆木と共に神戸へ行く列車に乗せられる。神戸行きの列車が発車しようとした時、エミは赤いハイヒールの片方をホームに放り投げる。しかし、駅員は不審に思う事も無く、単なる忘れ物として処置してしまった。車中でトイレに行くフリをして、エミは百円札に殺人犯の人質になっている事を記した。
通話中に会話が途切れて不審に思った真山は、エミの言っていた新日本芸能社を調べる。しかし、神戸に本社があるという新日本芸能社は東京事務所をすでに引き払っていた。東京駅に向かい、赤いハイヒールの片方が忘れ物となっている事を知り、呼び出しをするが成果は無かった。真山は、新日本芸能社が、近頃噂されている国際的な人身売買シンジケート「黄線地帯」の隠れ蓑ではないかと考えた。新聞社デスク（沼田）の許可を得た真山は、エミの追跡を開始する。
神戸に着いた衆木とエミは、ハイヒールの代わりの靴を買う為、靴屋に入る。靴を購入したエミは、店員に百円札を渡すが、店員はメッセージに気づかない。その百円札は、二人と入れ違いになって入ってきた弓子（三条）にお釣りとして渡された。海運会社に勤務するOLである弓子は、数ヶ月前から「黄線地帯」に目を付けられていた。帰宅する弓子を、外国人の二人組が車で拉致した。弓子はエミの百円札を車窓から放り投げてしまう。
衆木とエミが辿り着いたのは、「カスバ」と呼ばれる猥雑な歓楽街だった。雑多な人種がひしめいている中、慈善家の松平（中村）は、チンピラを用心棒にしてカスバの顔役となっていた。衆木は、カスバの一角にある売春宿に等しいホテルにチェックインし、エミを軟禁状態にする。衆木はエミに自分の半生を語り、全てが信用できないと漏らす。一方、エミに目を付けたホテルのマダム（若杉）は、彼女を「黄線地帯」に引き渡そうと策略する。

## キャスト
- 真山俊夫：吉田輝雄
- 衆木一広：天知茂
- 小月エミ：三原葉子
- 桂弓子：三条魔子
- 阿川：大友純
- 新聞社デスク：沼田曜一
- 酒場のマダム：吉田昌代
- パイラーの政：鳴門洋二
- 売春宿のマダム：若杉嘉津子
- 松平義秀：中村虎彦
- ヨーモク売りの女：小野彰子
- ホテルの女：扇町京子
- カスバ街の娼婦：瀬戸麗子
- 弓子の母：天野照子
- 神戸税関長：浪野光夫
- ビルの管理人：築地博
- ムーア：スーザン・ケネディ
- 詩人：川部修詩

## スタッフ
- 監督：石井輝男
- 製作：大蔵貢
- 企画：佐川滉
- 脚本：石井輝男
- 撮影：鈴木博
- 美術：宮沢計次
- 音楽：渡辺宙明
- 録音：村山絢二
- 照明：関川次郎
- 助監督：武部弘道

## サウンドトラック
- 新東宝 地帯シリーズ リアルサウンドトラック（2021年8月18日/CINEMA-KAN/規格番号CINK-118）

「地帯(ライン)」シリーズの音源をまとめたCDで、『黄線地帯』は9曲が収録されている。
新東宝は音楽テープが失われているため、全て本編からの採録である。